# Агура-Хилс
Агура-Хилс (англ. Agoura Hills) — город в округе Лос-Анджелес, штат Калифорния, США.
По подсчетам бюро переписи населения 2000 года, население города составляло 20 537 человек.

## География
Согласно бюро переписи населения США, общая площадь города — 21,2 км², из которых: 21,1 км² — земля и 0,1 км² (0,37 %) — вода.

## Бизнес
- DTS Entertainment — разработчик цифровых многоканальных звуковых технологий для фильмов и музыки
- Line 6 — производитель электрических гитар, усилителей и процессоров

## Знаменитые уроженцы
- Майк Шинода — один из основателей и солист группы Linkin Park.
- Брэд Делсон — один из основателей и гитарист группы Linkin Park
- Даг Робб — один из основателей и солист группы Hoobastank